# Anasarca
Anasarca ist eine Death-Metal-Band aus dem ostfriesischen Emden. Sie spielen typisch US-amerikanischen Death Metal mit dezenten melodischen Einflüssen. Für die Bedeutung des Bandnamens siehe Anasarka.

## Geschichte
Die Band wurde 1995 von Heiner und Mike gegründet, nachdem sie die Death-Metal-Band Vomiting Corpses verlassen hatten. Bereits nach 7 Tagen entstand das erste Demo Condemned Truth. Es folge 1996 das Demo Godmachine. Mit diesem erhielt Anasarca einen Vertrag beim spanischen Label Repulse Records, bei dem dann auch das Album Godmachine 1998 veröffentlicht wurde. Da das Label jedoch die Arbeit einstellen musste, wechselten Anasarca zum dänischen Label Mighty Music. Hier veröffentlichte man 2001 das zweite Album Moribund, das in Teilen der deutschen Metal-Presse als "Meilenstein der deutschen Death Metal Historie" bezeichnet wurde. Besetzungsprobleme führten dazu, dass die Band zeitweilig auf zwei Mitglieder schrumpfte. Mit diesem Line-Up wurde 2004 das dritte Album Dying aufgenommen, jedoch folgten nur vereinzelte Gigs als Trio (mit Joshi Wang). 
Seit 2012 ist die Band wieder aktiv. Gründer Michael „Mike“ Dormann hat es geschafft, geeignete Musiker für Anasarca zu gewinnen, mit denen 2015 das Demo und 2017 das gleichnamige Album Survival Mode mit Dirk (ex-Despondency, ex-Disavowed) an den Drums, Steffen und Carsten an den Gitarren, aufgenommen wurden. 
Man ist mit dem Album beim US-Label Sevared Records gelandet und konnte sogar Death/Massacre Urgestein Kam Lee für Guestvocals rekrutieren (Titel: Survival Mode).
Seit 2020 hat sich das Besetzungskarussell sich noch einmal gedreht und mit Carsten an der Gitarre, Alf (ex-Weak Aside, ex-Fearer und mehr) an den Drums und Björn (auch Monster und mehr) am Bass, steht jetzt ein Lineup, das auch LIVE wieder die Bühnen zum Beben bringt. 
Für 2023/2024 ist das 5. Album in Planung. 

## Stil
Die Texte der Band beinhalten meist die Thematik des Todes. So war beispielsweise das Album Moribund ein Konzeptalbum, bei dem Verbrecher, die in den USA in der Todeszelle sitzen, an den Texten mitgewirkt haben. Auf dem folgenden Album Dying handeln die Texte von den verschiedenen Arten zu sterben, z. B. durch Krankheit. Auch diesmal hat die Band Kontakt zu Menschen aufgenommen, die mit dem Bewusstsein leben, dass sie bald sterben werden.
Das kommende Album mit dem Arbeitstitel „Survival Mode“ wird sich erneut konzeptionell, diesmal mit dem Thema „Überleben“ befassen. Das am 15. Mai 2015 erschienene Demo Survival Mode beinhaltet 4 Tracks mit einer Spielzeit von 16 Minuten und ist musikalisch eine Mischung aus den ersten beiden Alben Godmachine und Moribund.
Das Album Survival Mode wurde am 25. Mai 2017 über das amerikanische Plattenlabel Sevared Records veröffentlicht. Neben den neu aufgenommenen Songs des Survival-Mode-Demos befinden sich fünf neue Songs auf dem Album. Zudem fanden fünf Bonus-Tracks den Weg auf den Silberling, indem man drei bereits während der Aufnahmesession zum 3. Album "Dying" aufgenommene Songs hinzufügte, wie auch zwei neu aufgenommene Songs des 98er Debüt-Albums Godmachine.

## Diskografie
- 1995: Condemned Truth (Demo)
- 1996: Godmachine (Promo)
- 1998: Godmachine (Album)
- 2001: Moribund (Album)
- 2004: Dying (Album)
- 2015: Survival Mode (Demo)
- 2017: Survival Mode (Album)